# Kristian Skrede Gleditsch

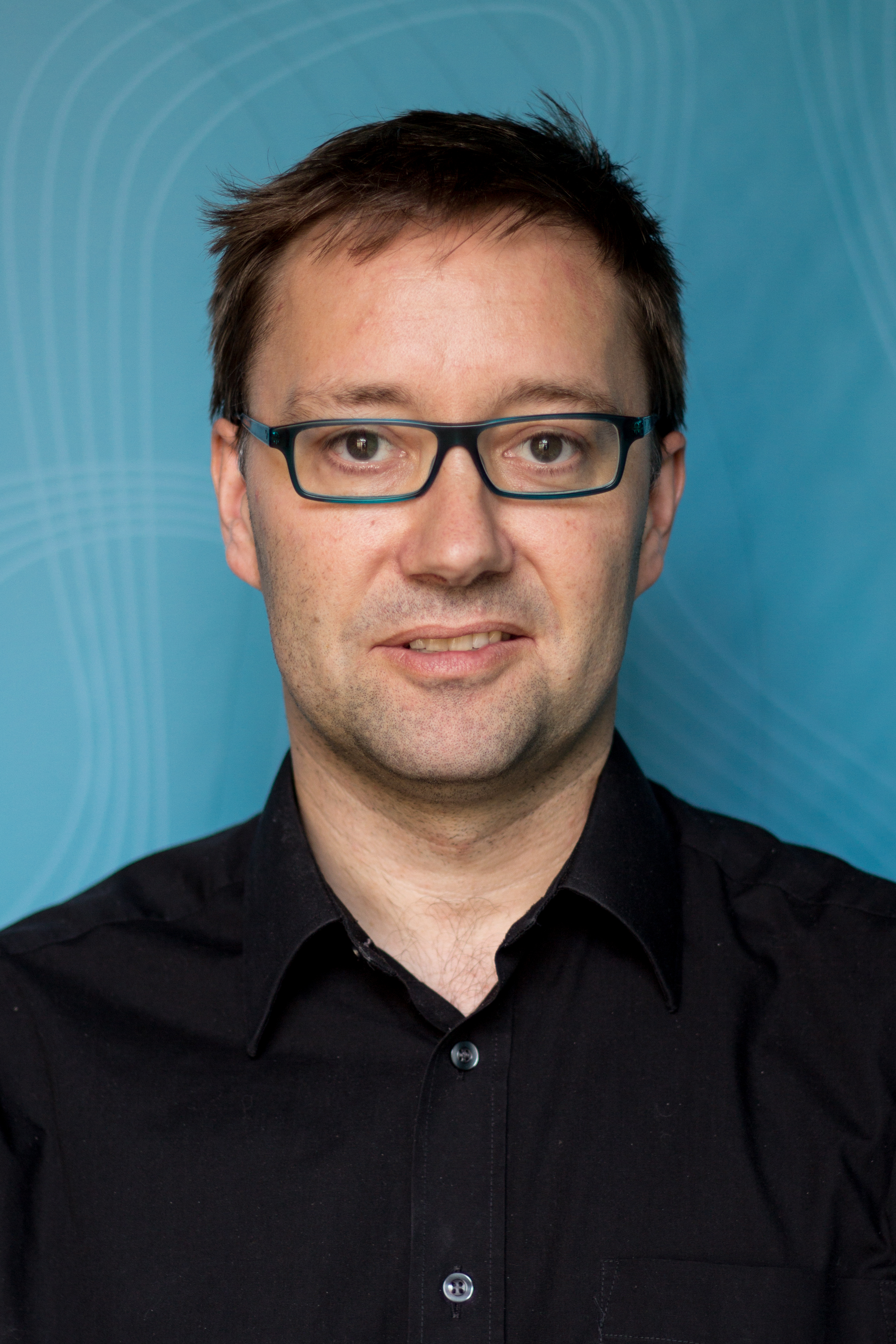
Kristian Skrede Gleditsch (2013)

Kristian Skrede Gleditsch (* 9. Oktober 1971 in Oslo, Norwegen) ist ein norwegischer Politikwissenschaftler. Seit 2017 ist er in der Nachfolge von David Sanders Regius Professor of Political Science an der University of Essex, Direktor des Michael Nicholson Centre for Conflict and Cooperation sowie Research Associate am International Peace Research Institute in Oslo. Für die Amtszeit 2021/22 wurde er zum Präsidenten der International Studies Association (ISA) gewählt.

## Leben
Der Sohn des Soziologen und Politikwissenschaftlers Nils Petter Gleditsch wurde in Oslo geboren und wuchs dort auf. Nach dem Abschluss der Persbråten videregående skole in Oslo, 1991, studierte Gleditsch bis 1993 an der Universität Oslo. Seine Hauptfächer waren Politikwissenschaften, Sozialanthropologie, Spanisch und Statistik. Der Abschluss erfolgte als Candidatus magisterii, einem in Norwegen und Dänemark verwendeten, akademischen Grad.  Er wechselte an die University of Colorado, wo er 1995 bis 1996 seinen Master of Arts erwarb. Er setzte seine Ausbildung fort und erwarb 1999 seinen Ph.D. an gleicher Stelle.
Ab 1999 übernahm Vorlesungen an der University of Glasgow als Lecturer. 2001 wechselte er als Assistant Professor an das Department of Political Science der University of California, San Diego. Dort blieb Gledisch bis 2006, im letzten Jahr überlappend als Reader an der University of Essex. 2007 wurde er in Essex zur Professur berufen und lehrte dort bis 2017. Als David Sanders emeritiert wurde, wurde Gleditsch als dessen Nachfolger zum Regius Professor of Political Sciences berufen. In dieser Funktion lehrt er seither in Essex.
Gleditsch ist seit 2002 verheiratet und seit 2019 Vater einer Tochter.

## Forschungsinteressen
Gleditsch forscht in den Bereichen internationaler Konflikte und Kooperationen, Konflikten zwischen verschiedenen Staaten, Protestbewegungen und Mobilisierung, mathematische und statistische Modelle sowie Demokratisierung.

## Auszeichnungen
2000 wurde Gleditsch mit dem APSA Helen Dwight Reid Award für die beste Doktorarbeit im Gebiet der internationalen Beziehungen und Friedensforschung ausgezeichnet. Die International Studies Association (ISA) zeichnete Gleditsch 2007 mit dem Karl Deutsch Award aus, für den unter vierzigjährigen, der die wichtigsten Beiträge zu internationalen Beziehungen und der Friedensforschung beigetragen hat. 2015 teilte der die Auszeichnung des besten Buches durch die ISA für sein Werk Inequality, Grievances, and Civil War (s. u.).

## Bibliographie

### Artikel (Auswahl)
- Gleditsch, KS., (2020). Houston, We Have a Problem: Enhancing Academic Freedom and Transparency in Publishing Through Post-Publication Debate; Political Studies Review
- Bartusevicius, H. and Gleditsch, KS., (2019). A Two-Stage Approach to Civil Conflict: Contested Incompatibilities and Armed Violence; International Organization. 73 (1), 225–248
- Gleditsch, K., (2019). An ever more violent world? Political Studies Review. 17 (2), 99–114
- Polo, SMT. and Gleditsch, KS., (2016). Twisting arms and sending messages: Terrorist tactics in civil war; Journal of Peace Research. 53 (6), 815–829

### Bücher
- Cederman, L-E., Gleditsch, KS. and Buhaug, H., (2013). Inequality, Grievances, and Civil War; Cambridge University Press
- Gleditsch, K. and Ward, MD., (2008). Spatial Regression Models; Sage Publications

### Kapitel (Auswahl)
- Gleditsch, KS., The Spread of Civil War; In: The SAGE Handbook of Conflict Resolution
- Clauset, A. and Gleditsch, KS., (2018). Trends in Conflict; In: The Oxford Handbook of International Security
- Gleditsch, K., (2017). Civil War from a Transnational Perspective; In: Oxford Research Encyclopedia of Politics
- Gleditsch, KS., Beardsley, K. and Polo, SMT., (2017). Issues in Data Collection: International Conflict; In: Oxford Research Encyclopedia of International Studies